# فرانك هونورات
فرانك هونورات (بالفرنسية: Franck Honorat)‏ (11 أغسطس 1996 بتولون في فرنسا - ) هو لاعب كرة قدم فرنسي في مركز الهجوم. شارك مع منتخب فرنسا تحت 16 سنة لكرة القدم ومنتخب فرنسا تحت 17 سنة لكرة القدم ومنتخب فرنسا تحت 18 سنة لكرة القدم ومنتخب فرنسا تحت 19 سنة لكرة القدم. أما مع النوادي، فقد لعب مع نادي نيس.

## روابط خارجية
- فرانك هونورات على موقع رابطة كرة القدم الفرنسية للمحترفين (الإنجليزية)
- فرانك هونورات على موقع إي إس بي إن إف سي (الإنجليزية)
- فرانك هونورات على موقع قاعدة بيانات كرة القدم.إي يو (الإنجليزية)
- فرانك هونورات على موقع ليكيب (الفرنسية)
- فرانك هونورات على موقع Soccerbase.com (لاعب) (الإنجليزية)
- فرانك هونورات على موقع Soccerway.com (الإنجليزية)
- فرانك هونورات على موقع عالم كرة القدم.نت (الإنجليزية)
- فرانك هونورات على موقع AS.com (الإسبانية)